# Plainclothes
Pour les articles homonymes, voir Plain Clothes et Plainclothes (série télévisée) (en).
Pour plus de détails, voir Fiche technique et Distribution.
Plainclothes est un film dramatique américain réalisé par Carmen Emmi et sorti en 2025. Il met en vedette Russell Tovey et Tom Blyth.
L'action est située dans l'État de New York dans les années 1990. Le scénario, écrit par Carmen Emmi, s'inspire de faits réels. Un agent infiltré de la classe ouvrière est chargé de piéger et d'appréhender des hommes homosexuels, mais se retrouve attiré par l'une de ses cibles.
Le film est présenté au festival de Sundance 2025, où il remporte le prix spécial du jury pour la meilleure distribution.

## Synopsis
Dans les années 1990, dans l'État de New York, un jeune homme issu de la classe ouvrière nommé Lucas est chargé d'infiltrer la communauté homosexuelle locale. Agissant sous couverture, il va faire de nombreuses rencontres et peu à peu tomber amoureux d'un homme.

## Fiche technique
Sauf indication contraire, les informations mentionnées dans cette section peuvent être confirmées par les bases de données cinématographiques IMDb et Allociné,  présentes dans la section « Liens externes ».
- Titre original : Plainclothes
- Réalisation et scénario : Carmen Emmi
- Musique : Emily Wells
- Photographie : Ethan Palmer
- Montage : Erik Vogt-Nilsen
- Costumes : Kaden O'Keefe
- Production : Arthur Landon, Colby Cote, Eric Podwall
- Sociétés de production : Page 1 Entertainment, Lorton Entertainment
- Distribution : N/A
- Pays de production : États-Unis
- Langue originale : anglais
- Format : couleur
- Genres : drame, policier, thriller, romance
- Durée : 95 minutes
- Dates de sortie[2] :
  - États-Unis : 26 janvier 2025 (festival de Sundance)
  - États-Unis : 2025 (Dates sujettes à modification)

## Distribution
- Tom Blyth : Lucas
- Russell Tovey : Andrew
- Maria Dizzia : Marie
- Christian Cooke : Ron
- Gabe Fazio : l'oncle Paul
- Amy Forsyth : Emily
- John Bedford Lloyd : le lieutenant Sollars
- Sam Asa Brownstein : Christian

## Production
Le film marque les débuts de réalisatrice d'un long métrage pour Carmen Emmi, qui a également écrit le scénario du film. 
Le film est produit par Arthur Landon, Colby Cote et Eric Podwall pour Page 1 Entertainment et Lorton Entertainment.
Russell Tovey et Tom Blyth sont confirmés dans les rôles principaux en mars 2024. Ce mois-là, Amy Forsyth et Christian Cooke ont également rejoint la distribution, ainsi que Maria Dizzia, John Bedford Lloyd et Gabe Fazio.
Le tournage débute à Syracuse dans l'État de New York, en mars 2024,. Les premières images du tournage sont publiées peu après.

## Sortie
Plainclothes est présenté en avant-première en compétition au festival de Sundance 2025, dans la section U.S. Dramatic.

## Distinctions
Sauf indication contraire, les informations mentionnées dans cette section peuvent être confirmées par la base de données cinématographiques IMDb,  présente dans la section « Liens externes ».
- Festival du film de Sundance 2025[11],[12] : prix spécial du jury pour la distribution